# قرارگاه کربلا
قرارگاه کربلا یکی از قرارگاه‌های ده‌گانه نیروی زمینی سپاه پاسداران به فرماندهی احمد خادم سیدالشهدا است و در جنوب غربی ایران فعالیت می‌کند. این قرارگاه قدیمی‌ترین قرارگاه نیروی زمینی سپاه و تاریخ تأسیس آن به سال ۱۳۶۰ و سال‌های نخست جنگ ایران و عراق بازمی‌گردد.
قرارگاه کربلا سپاه‌های استانی ولی عصر خوزستان، ابوالفضل لرستان و فتح کهگیلویه و بویراحمد را تحت فرمان دارد. مهم‌ترین یگان‌های رزمی تحت امر این قرارگاه؛ لشکر ۷ زرهی ولی عصر، تیپ ۱۵ امام حسن بهبهان، تیپ ۵۱ زرهی حضرت حجت اهواز، گروه ۶۴ توپخانه و موشکی الحدید، تیپ تکاور حضرت مهدی اندیمشک، تیپ ۵۷ لرستان و تیپ ۴۸ فتح کهگیلویه و بویراحمد می‌باشند. ستاد فرماندهی قرارگاه کربلا در پادگان گلف، اهواز قرار دارد‌. در خلال جنگ ایران و اسرائیل، در روزهای ۳۰ و ۳۱ خرداد قرارگاه کربلا چندین بار توسط نیروی هوایی اسرائیل مورد حمله موشکی قرار گرفت.

## تاریخچه
قرارگاه کربلا اولین قرارگاه عملیاتی است، که در سال ۱۳۶۰ در ابتدای جنگ ایران و عراق برای هماهنگ‌سازی یگان‌های عمل‌کننده سپاه پاسداران در نبرد تشکیل شد. این قرارگاه ابتدا به‌عنوان قرارگاه ارشد برای هماهنگی یگان‌های حاضر در عملیات (سپاه، ارتش و جهاد سازندگی) تشکیل شد. سپس با تشکیل قرارگاه مرکزی خاتم‌الانبیاء در عملیات خیبر این نقش به قرارگاه خاتم واگذار شد و قرارگاه کربلا فرماندهی تاکتیکی یگان‌های نیروی زمینی ارتش را برعهده گرفت و کلیه نیروهای رزم سپاه تحت امر قرارگاه نجف سازمان یافتند. پس از عملیات خیبر، قرارگاه کربلا و نجف از حالت تفکیک کامل ارتش و سپاه خارج شدند و به عنوان رده‌ای بالاتر از لشکر (سپاه عملیاتی) تحت امر قرارگاه مرکزی خاتم‌الانبیاء درآمدند.
قرارگاه منطقه‌ای جنوب کربلا یا پایگاه منتظران ‌شهادت (گُلف) در بلوار شهید مدرس اهواز و در مسیر جاده رامهرمز قرار دارد. این پایگاه که دارای ساختمان‌های متعدد و محکمی است، پیش از انقلاب ۱۳۵۷ به‌عنوان باشگاه‌ گلف شرکت ملی نفت ایران، عمدتاً مورد استفاده ورزشی کارکنان مناطق نفت‌خیز جنوب و نیز اتباع آمریکایی قرار می‌گرفت. پس از وقوع انقلاب، کارمندان شرکت ‌نفت برای حفاظت از لوله‌ها و تأسیسات نفتی جنوب برای مدتی در این باشگاه مستقر شدند.
پس از مدتی حفاظت از تأسیسات نفتی به سپاه پاسداران واگذار شد و باشگاه گلف نیز محل استقرار آن‌ها شد. با شروع جنگ ایران و عراق این مکان به دلیل ناشناخته بودن و نزدیکی به فرودگاه اهواز، همچنین قرار داشتن در پناه کوه و موقعیت جغرافیایی مناسب، به‌عنوان قرارگاه مرکزی کربلا به مرکز فرماندهی و هدایت جنگ سپاه پاسداران در جنوب (از دهلران تا رأس‌البیشه) تبدیل شد و به نام پایگاه منتظران‌ شهادت نام‌گذاری گردید.
در این دوره، تشکیل اتاق جنگ و فعال شدن اطلاعات و عملیات، اعزام نیرو و تشکیل واحدهای جنگ و حضور مسئولان نظام جمهوری اسلامی، از مشخصات اصلی پایگاه منتظران ‌شهادت بود. فرماندهی این قرارگاه در ۶ ماه اول جنگ برعهده داود کریمی بود، در ۶ ماه دوم برعهده سید یحیی صفوی قرار داشت و از سال دوم نیز غلامعلی رشید فرمانده قرارگاه کربلا بود و حسن باقری به‌عنوان جانشین فرمانده قرارگاه فعالیت می‌کرد. 
در طول جنگ، فرماندهان محورهای عملیاتی سپاه روزهای چهارشنبه به این پایگاه می‌آمدند و در جریان آخرین اطلاعات قرار می‌گرفتند و در خصوص هدایت جنگ در جنوب به تبادل‌ نظر می‌پرداختند. اولین گزارش‌های اطلاعات و عملیات جنگ توسط حسن باقری که مسئول اطلاعات و عملیات سپاه پاسداران در جنوب بود، در این پایگاه منتشر شد، که در تغییر استراتژی و تحول سپاه تأثیر به‌سزایی داشت. هم‌اکنون قرارگاه کربلا یکی از قرارگاه‌های ده‌گانه نیروی زمینی سپاه پاسداران است، که مسئولیت فرماندهی و کنترل یگان‌های نیروی زمینی سپاه در استان‌های خوزستان، لرستان و کهگلویه و بویراحمد را برعهده دارد.

## فرماندهان
- داود کریمی
- سید یحیی صفوی
- غلامعلی رشید
- سید مرتضی مرتضایی
- غلامحسین بشردوست
- عبدالمجید بقایی
- احمد غلامپور
- امین شریعتی
- محمدنبی رودکی
- یزدان مؤیدی‌نیا
- رحیم نوعی‌اقدم
- محسن کاظمینی
- احمد خادم سیدالشهدا[۹]

## حمله اسرائیل
در روزهای ابتدایی جنگ ایران و اسرائیل، در اهواز، درگیری شبانه پدافندی که در آغاز جنگ در مناطق غربی این شهر، گزارش شده بود در روزهای ۳۰ و ۳۱ خرداد به شرق اهواز رسید، که در این دو روز، ستاد فرماندهی قرارگاه کربلا چندین بار توسط نیروی هوایی اسرائیل مورد حمله موشکی قرار گرفت. عصر روز جمعه ۳۰ خرداد حوالی ساعت ۱۵ مناطق کوی رمضان، کوی سلطان منش، کوی نفت و کوی نیرو، که مناطق اطراف ستاد فرماندهی و پادگان قرارگاه کربلا هستند، پس از حمله به این قرارگاه، دچار موج شدید انفجار شدند.